# Герхард, Губерт

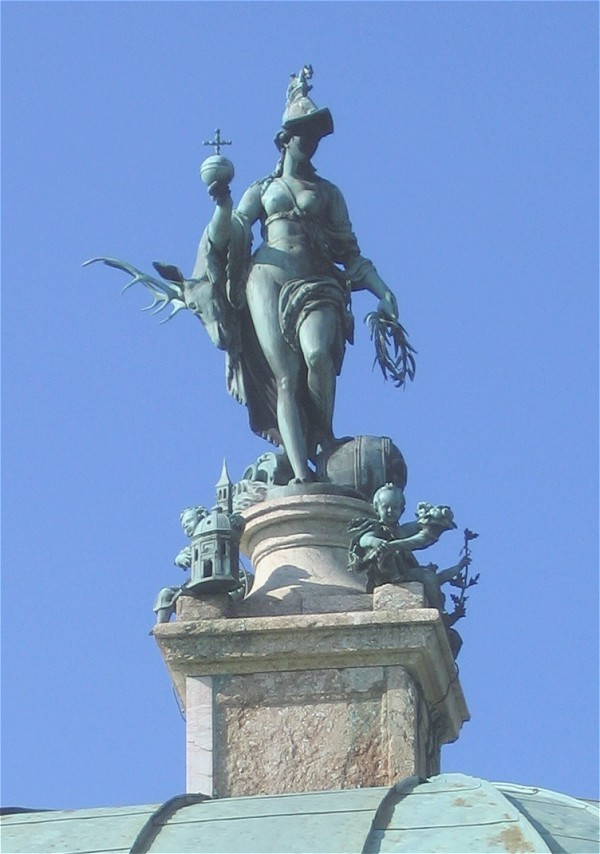
Статуя Баварии в мюнхенском Хофгартене

Губерт Герхард (Hubert Gerhard) (Ок. 1540—1550 — ок. 1620) — скульптор Хертогенбосского происхождения. Оказал значительное влияние на развитие маньеризма и раннего барокко в Германии.
Наиболее известные творения Герхарда находятся в Аугсбурге (Фонтан Августа) и Мюнхене (терракотовые статуи в Церкви Св. Михаэля, статуя «Бавария» в парке Хофгартен). Скульптуры Герхарда из терракоты также размещены в замке Фуггеров Кирххайм.

### Биография и стиль
Родился в Хертогенбосе (Нидерланды). Вероятно, он покинул родину из-за религиозных конфликтов и иконоборчества, охвативших Нидерланды в 1560-х годах. Герхард переехал во Флоренцию, где обучался в кругу знаменитого скульптора Джамболоньи, чье влияние заметно в его работах. Джамболонья, известный своими динамичными бронзовыми скульптурами, сильно повлиял на стиль Герхарда, научив его мастерству создания и отливки бронзовых произведений.
В 1581 году Герхард переехал в Южную Германию. Сначала он работал для семьи Фуггеров в Аугсбурге, а затем, с 1584 по 1597 год, жил и работал в Мюнхене при дворе герцога Баварии Вильгельма V. В этот период он создал множество значительных произведений. После финансового кризиса 1597 года, который привел к отречению Вильгельма V, Герхард работал под покровительством эрцгерцога Максимилиана III Австрийского в Бад-Мергентхайме и Инсбруке. В 1613 году он вернулся в Мюнхен, где и умер около 1620 года.

### Известные работы
Герхард работал преимущественно с бронзой, но также создавал терракотовые и мраморные скульптуры. Его работы отличаются монументальностью, драматизмом и выразительностью, характерными для маньеризма и предвосхищающими барокко.
Среди его наиболее известных произведений:
- Фонтан Августа в Аугсбурге (1590-е годы): Монументальный фонтан с фигурой римского императора Августа.
- Статуя Святого Михаила, поражающего Люцифера (1588-1592) на фасаде церкви Святого Михаила в Мюнхене: Впечатляющая бронзовая скульптура.
- Терракотовые статуи святых и ангелов в интерьере церкви Святого Михаила в Мюнхене (около 50 фигур).
- Статуя "Бавария" в Хофгартене в Мюнхене (1594, бронза).
- Фигуры четырех времен года (1590-1600, терракота) в Баварском национальном музее, Мюнхен.
- Фонтан Виттельсбахов (1587) в Резиденции в Мюнхене.

Герхард был ключевой фигурой в распространении итальянского маньеризма в Северной Европе и его адаптации к местным вкусам, заложив основу для развития барочной скульптуры в Германии и Австрии.